# Hà Bình
Hà Bình là một xã thuộc huyện Hà Trung, tỉnh Thanh Hóa, Việt Nam.
Xã Hà Bình có diện tích 8,93 km², dân số năm 1999 là 5526 người, mật độ dân số đạt 619 người/km².